# Diodor (Isajev)
Diodor (světským jménem: Dmitrij Jurjevič Isajev; * 7. května 1976, Jazykovo) je ruský duchovní Ruské pravoslavné církve a biskup melekesský a čerdaklinský.

## Život
Narodil se 7. května 1976 v sídle Jazykovo v Uljanovské oblasti.
Navštěvoval střední školu ve vesnici Ureno-Karlinskoje. V letech 1989–1993 byl oltářníkem a čtecem v chrámu svatého Sergia Radoněžského ve vesnici Tavolžanka. Roku 1993 nastoupil na Moskevský duchovní seminář, který dokončil roku 1997.
Dne 28. července 1997 byl arcibiskupem simbirským a melekesským Proklem (Chazovem) rukopoložen na diákona a určen pro službu katedrálního chrámu Ikony Matky Boží "Hořící keř" v Uljanovsku.
Roku 2000 se stal osobním sekretářem správce simbirské eparchie, vedoucím kanceláře eparchiální správy a odpovědným za styk s veřejností. Tyto funkce vykonával do roku 2013.
Dne 23. března 2001 byl arcibiskupem Proklem postřižen na monacha s mnišským jménem Diodor na počest svatého mučedníka Diodora z Afrodisiasu.
Dne 15. dubna 2001 mu bylo uděleno právo nosit dvojitý orarion.
Roku 2007 dokončil studium na Státním techniku technologie, ekonomiky a práva v Inze.
Dne 31. května 2009 byl povýšen na archidiákona.
Dne 13. listopadu 2011 byl arcibiskupem Proklem rukopoložen na jeromonacha. Dne 1. prosince byl ustanoven představeným chrámu Vzkříšení Krista v Uljanovsku a 3. dubna 2012 blagočinným chrámů města Uljanovsk.
Roku 2012 dokončil dálkové studium Moskevské duchovní akademie. Zde obhájil na fakultě církevní historie svou diplomovou práci na téma "Katedrální chrám Svaté Trojice v Simbirsku jako národní chrám na památku vítězství ruských zbraní a simbirských lidových milicí ve vlastenecké válce roku 1812."
Dne 15. srpna 2012 byl jmenován zástupcem sekretáře eparchiální správy nově zřízené melekesské eparchie.
Dne 1. prosince 2012 byl ustanoven představeným chrámu Ikony Matky Boží "Hořící keř" v Uljanovsku.
Dne 12. března 2013 jej Svatý synod zvolil biskupem melekesským a čerdaklinským. Dne 17. března 2013 byl v chrámu Vzkříšení Krista v Uljanovsku metropolitou Proklem povýšen na archimandritu.
Dne 29. března 2013 byl v chrámu Krista Spasitele v Moskvě oficiálně jmenován biskupem a 19. května proběhla v chrámu svatého Alexandra Něvského Novo-Tichvinského monastýru v Jekatěrinburgu jeho biskupská chirotonie. Světiteli byli patriarcha moskevský Kirill, metropolita saranský a mordovský Varsonofij (Sudakov), metropolita simbirský a novospasský Prokl (Chazov), biskup jekatěrinburský a věrchoturský Kirill (Nakoněčnyj), biskup solněčnogorský Sergij (Čašin), biskup nižnětagilský a serovský Innokentij (Jakovlev) a biskup kamenský a alapajevský Sergij (Ivannikov).